# 盐尻峠
鹽尻峠位于日本長野縣鹽尻市和岡谷市交界處。隔開諏訪盆地和松本盆地。是中山道的重要關口，具有非常重要的軍事價值。現在有国道20號經過。
岡谷一側坡度較大，從岡谷市中心海拔800米到最高点1,012米（国道20號上）幾乎是一直線。鹽尻一側坡度相對比較平緩。国道20號在岡谷、鹽尻兩側都設置有爬坡車道。
国道20號主要通行卡車，在急轉彎處必須鳴喇叭提醒對向車輛，雖然這裡法定時速為50公里，可是有不法司機開到時速100公里，經常引起輾死貓、猴、鳥類的事故。平時白天和休假日在東山橋附近有交通警取締超速行為。從前有松本電鉄巴士和JR巴士的巴士經過。現在都廢止。
當地人也稱之為鹽嶺峠（えんれいとうげ）。因為這裡有鹽嶺山（火山）。所以鹽尻峠下面的中央本線和長野自動車道的隧道也叫「鹽嶺隧道」。松本電鐵巴士從松本到新宿的長途高速巴士經鹽嶺隧道（長野自動車道）通過鹽尻峠。
岡谷一側的雨水經天龍川流入太平洋，而鹽尻一側的雨水經犀川匯經信濃川（千曲川）流入日本海。

## 交通
- 在鹽尻站乘松本電鉄巴士約20分鐘到「御野立口」後下車徒步。
- 在鹽尻站乘「綠湖、東山線」方向的鹽尻市地域振興巴士約25分鐘到「御野立口」後下車徒步。

## 關連項目
- 鹽尻峠之戰
- 松本電氣鐵道
- 日本的峠